# Plage de Zurriola
La plage de la Zurriola ou de Zurriola voire plus simplement Zurriola, aussi connue sous l'appellation plage de Gros, située sur la côte basque est une des trois plages de la ville de Saint-Sébastien (Espagne). Elle est située entre l'embouchure de la rivière Urumea et le mont Ulia (Ulia mendi en basque), et a une longueur approximative de 800 mètres.
En 1994 on a mené à bien des travaux de réforme de la plage, car avant elle était pratiquement inutilisable vu la virulence des eaux. Grâce à ces travaux, qui ont inclus la construction d'une digue, la longueur de la plage a été augmentée et ses eaux permettent la baignade. Aujourd'hui, cette plage est beaucoup plus fréquentée.
Face au profil élégant et tranquille des plages d'Ondarreta et à la Concha, la plage de la Zurriola est devenue une plage pour les jeunes et plus appropriée pour la pratique du surf (il s'agit de la plage la plus ouverte et avec les plus fortes vagues de la ville) et comme scène de quelques concerts du Festival de Jazz de Saint-Sébastien et de compétitions de surf, de skateboarding et autres événements semblables.
L'arrivée de la deuxième étape du Tour de France 2023 s'est déroulée au bord de cette plage, à proximité du Palais Kursaal, le 2 juillet 2023. Elle a vu la victoire du cycliste français Victor Lafay.
La pratique du naturisme est permise depuis 2004, et c'est une des rares plages urbaines espagnoles qui le tolère.